# Burtscheider Turnverein
Der Burtscheider Turnverein Aachen 1873 e.V., kurz BTV Aachen, ist einer der ältesten und größten Sportvereine in Aachen. Er wurde am 10. September 1873 als reiner Turnverein gegründet und besteht aktuell aus vier Abteilungen. In diesen betreiben mehr als 1400 Vereinsmitglieder Gesundheits-, Freizeit- und Leistungssport. Der Verein ist Mitglied im Deutschen Olympischen Sportbund, im Deutschen Turner-Bund, im Deutschen Fußball-Bund und im Westdeutschen Tischtennis-Verband.
Der Burtscheider TV hat seinen Stammsitz in der Sportanlage „auf Siegel“, die aus einem Sportplatz, einem Vereinsheim mit Umkleide- und Sanitärräumen und einem Versammlungsraum besteht.

## Geschichte

### Gründungsjahre
Der Burtscheider Turnverein wurde am 10. September 1873 von einer Gruppe aus 16 Männern in Burtscheid gegründet. Zu Beginn des Jahres 1876 erhielt die Leipziger Fahnenfabrik den Auftrag, dem neu gegründeten Verein eine Fahne anzufertigen, und am 6. Juni wurde das erste Vereinsbanner geweiht. Während jahrelang in alten, zerfallenen Schuppen und Garagen an selbstgebastelten Geräten geturnt worden war, entstand um die Jahrhundertwende eine geeignete Übungsstätte. Im Jahre 1909 konnte die neuerrichtete Turnhalle an der Michaelsbergstraße eingeweiht werden.
Der Aachener Turngau übertrug in den Jahren 1888 und 1900 dem Burtscheider Turnverein jeweils die Durchführung des Gauturnfestes, die zu einem turnerischen Höhepunkt wurden.

### Die Weltkriege
Während des Ersten Weltkrieges wurden 75 Turner eingezogen und der Übungsbetrieb eingestellt. Nach dem Kriege schloss der Verein sich wieder zusammen und das turnerische Leben nahm seinen Fortgang. Im Jahre 1919 wurde eine Frauenabteilung gegründet, die alsbald eine stattliche Beteiligung aufzuweisen hatte.
Nach dem Verbot der konfessionell geprägten DJK-Vereine durch die Nationalsozialisten im Jahre 1934 trat die DJK-Abteilung des Burtscheider Turnerbundes fast geschlossen dem Burtscheider Turnverein bei. In diesem Jahr wurde auch die Fußballabteilung gegründet.

### Nachkriegszeit
Die außergewöhnlichen schlechten Verhältnisse nach dem Zweiten Weltkrieg führten 1946 zu einer Fusion des Burtscheider Turnvereins mit den VfL 05 Aachen. Nach dem Aufleben des allgemeinen Sportgeschehens trennten sich beide Vereine nach drei Jahren wieder, um ihr individuelles Vereinsleben weiterzuführen.
Im Jahr 1949 wurde der Grundstein für die Tischtennisabteilung gelegt. Der Mitbegründer der Abteilung, Heinz Kessel, übernahm später in den Jahren 1961 bis 1969 den Vereinsvorsitz, für seine Verdienste wurde ihm 1974 die Ehrenmitgliedschaft angetragen.

### Zeitgeschichte
- Im Jahr 1981 wurde vom Verein der Internationale Grenzland-Cup im Trampolinturnen ins Leben gerufen. Diese Veranstaltung, die im Zweijahresrhythmus durchgeführt wurde, hat sich in den Folgejahren zu einer der größten Trampolinveranstaltungen in Europa entwickelt, an der teilweise mehr als 250 Wettkämpfer aus 23 Nationen teilnahmen.
- 1986 wurde dem Burtscheider Turnverein die Sportplakette des Bundespräsidenten im Rahmen einer Feierstunde auf Schloss Burg durch den Innenminister des Landes NRW, Hans Schwier, überreicht.[1]
- In den Jahren 1999 sowie 2004 hat der Burtscheider Turnverein jeweils eine World-Cup-Veranstaltung im Trampolinturnen in Aachen durchgeführt. Zudem wurden zahlreiche Länderkämpfe und Deutsche Meisterschaften ausgerichtet.
- Im November 2007 wurde unter Beisein zahlreicher Vereinsmitglieder und geladenen Festgästen der Kunstrasenplatz an der Siegelallee durch den damaligen Oberbürgermeister Jürgen Linden feierlich eingeweiht. Zwei Jahre später folgte ein Erweiterungsbau der Umkleidekabinen.
- Erstmals im Jahre 2010 durchbrach der Verein die „Schallgrenze“ von 1000 Mitgliedern.
- Im Jahr 2015 gewann die Tchoukball-Mannschaft die Deutschen Meisterschaften.[2]
- Im März 2019 hat der langjährige Vorsitzende Wilfried Braunsdorf, der noch im selben Jahr unter anderem aufgrund seiner Verdienste für den Verein das Bundesverdienstkreuz am Bande erhalten hat, nach 20 Jahren den Vereinsvorsitz an Caroline Noerenberg übergeben. Damit wird der Verein erstmals in seiner Geschichte von einer Frau geführt.

## Aktuelle Sportabteilungen

### Turnen
Die Turnabteilung ist der Ursprung des Vereins, in ihr werden verschiedensten Sportaktivitäten für Jung und Alt, Männer und Frauen, Jungs und Mädchen, Wettkampfsportler und Breitensportler angeboten. Für die nicht leistungsorientierten erwachsenen Sportler gibt es eine gemischte Gruppe für Geräteturnen, sowie eine Gymnastik- und eine Jedermann-Gruppe. Für die Jüngeren gibt es zwei Eltern-Kind-Gruppen, zwei allgemeine Kinderturngruppen für Mädchen und Jungs sowie eine allgemeine Turngruppe für Mädchen.
Im Wettkampfsport aktiv sind derzeit die Turnerinnen im (Gerätturnen-Vierkampf). In der Liga des Rheinischen Turnerbundes haben die Burtscheiderinnen im Jahr 2019 in der höchsten Klasse, der NRW-Liga, geturnt.
Die Turnabteilung richtet jährlich in Zusammenarbeit mit dem TSV Viktoria 1898 Mülheim an der Ruhr e. V., der Turngemeinde Neuss und in mehreren Jahren auch weiteren Turnvereinen eine Grand-Prix-Serie aus, in der die Turnerinnen in landesweiten Wettkämpfen über mehrere Monate Leistungspunkte sammeln. Innerhalb dieser Serie wird in Aachen der Arno Flecken-Wanderpokal an die Turnerin mit der höchsten Tages-Gesamtpunktzahl an allen Geräten zusammen vergeben.

### Fußball
Im Fußball sind insgesamt 20 Jugend- und Seniorenmannschaften organisiert: 18 Mannschaften von F-Jugend bis Herren, sowie eine D-Juniorinnen-Mannschaft und eine Damenmannschaft als Sportgemeinschaft mit dem SV Rott sind in ihren jeweiligen Ligen des Deutschen Fußball-Bundes angetreten. Ergänzt wird das Angebot durch eine Freizeitmannschaft und für den Nachwuchs eine Bambini- und Bambini-Kindergarten-Gruppe.

### Tischtennis
Die Tischtennisabteilung besteht aus Schüler-, Jugend- und Seniorenmannschaften, die regelmäßig in den jeweiligen Ligen des Westdeutschen Tischtennis-Verbandes antreten.
Seit 2012 wird auch die Sportart Headis angeboten. Der größte Turniererfolg konnte bei der Headis-Weltmeisterschaft 2016 gefeiert werden. Alle fünf angetretenen Spieler erreichten die KO-Runde und die beste Spielerin konnte den Pokal für den 3. Platz ihr Eigen nennen.

### Trendsportarten
Zur Abteilung Trendsportarten gehören Angebote im Bereich Sportakrobatik, Eskrima und Basketball. Von der Abteilung wurden im Jahr 2019 die Deutschen Meisterschaften der Sportakrobatik in Aachen ausgerichtet.